# إدوارد كيرنان كامبل
إدوارد كيرنان كامبل (بالإنجليزية: Edward Kernan Campbell)‏ هو قاضي أمريكي، ولد في 17 أبريل 1858، وتوفي في 7 ديسمبر 1938.